# Kaos Reggio Emilia Calcio a 5
La Società Sportiva Dilettantistica Kaos Reggio Emilia Calcio a 5 è stata una squadra di calcio a 5. Tra le più antiche e longeve società italiane, fu fondata a Bologna nel 1983. Tra il 2013 e il 2017 giocò le gare interne a Ferrara mentre dal 2017 al 2018 a Reggio Emilia. A livello giovanile il Kaos rimane tuttora la società più titolata in Italia, avendo vinto nella categoria Under-21 tre campionati nazionali, altrettante Coppe Italia e due Supercoppe italiane.

## Storia
Fondata nel 1983 come Associazione Sportiva Bologna Futsal nei primi anni della sua storia la società ha legato il suo nome a diversi sponsor (storico il connubio con la Teraxitalia s.n.c.), fino al 2001 quando ha cambiato denominazione in Associazione Sportiva San Lazzaro Futsal. Tra le più antiche formazioni di calcio a 5 d'Italia, ha sempre disputato campionati nazionali, non scendendo mai al di sotto della serie B. Tanti i nomi sotto cui ha giocato la squadra, senza mai cambiare il numero di matricola (77421). La formazione emiliana è salita per la penultima volta in serie A2 al termine della stagione 2001-02 vincendo il proprio girone di Serie B davanti al Cadoneghe. La prima permanenza in A2 dura tre stagioni: nella prima giunge ottava, nella seconda giunge decima e nella terza retrocede giungendo quattordicesima ed ultima al termine di un campionato travagliatissimo.
Durante l'estate del 2005 il San Lazzaro apre le porte della società a nuovi partner tra cui il Kaos Ferrara, formazione partecipante alla Serie C1 emiliana. La società assume la denominazione Kaos Futsal e alla prima stagione disputa un campionato in Serie B di media classifica giungendo nona dopo un avvio molto positivo ed una fase centrale particolarmente deludente.
La stagione 2006-07 viene invece inaugurata con un deciso cambio di prospettive per i bolognesi che pongono alla guida di una rinnovata formazione il tecnico Velimir Andrejić  già allenatore del Prato ed artefice della promozione in A2 dell'Imola. L'arrivo proprio da Imola di alcuni innesti come Vignoli, consente alla squadra di fare il salto di qualità che permetterà al termine della stagione una nuova promozione alla Serie A2 dopo un campionato in cui il Kaos ha sofferto un'unica sconfitta su 26 gare, per mano del Petrarca.
Il 4 aprile 2009, con il pareggio guadagnato sul campo dello Sporting Marca, il Kaos ritorna in Serie A, coronando il progetto avviato dal patron Calzolari quattro anni prima. Il 27 aprile dello stesso anno la Commissione Disciplinare Nazionale, in seguito all'esame della posizione del giocatore Cleverson Lilton Pelc Fernandes, commina dieci punti di penalità alla squadra bolognese, relegandola al secondo posto in classifica a beneficio dell'Atiesse. I play-off condannano i bolognesi alla permanenza nella serie cadetta, ma a seguito della rinuncia del Terni, il 16 luglio il Kaos viene ripescato in Serie A dal consiglio direttivo della divisione.
La stagione 2014-15 è testimone del definitivo trasferimento della società che dopo 31 anni abbandona il capoluogo felsineo per stabilirsi a Ferrara. La società già nella precedente stagione aveva designato l'allora PalaMIT2B di Ferrara come sede degli incontri interni, al posto dello storico PalaSavena. Contestualmente all'ingresso in società di Saverio Bari, già presidente della Fratelli Bari, nell'estate del 2017 la società sposta sede e campo da gioco a Reggio Emilia, adeguando di conseguenza la denominazione in Kaos Reggio Emilia C5. Con la nuova denominazione il Kaos vince il suo primo e unico trofeo nazionale, la Coppa della Divisione, mentre in campionato chiude al terzo posto in classifica, eguagliando così il miglior piazzamento della propria storia conseguito nella stagione 2013-14. Tuttavia, sia in Coppa Italia sia nei play-off, la squadra è eliminata già nei quarti di finale. Il sodalizio dura tuttavia solo una stagione. Nell'estate seguente Bari e Calzolari intraprendono percorsi differenti, portando alla scomparsa della società e allo svincolo dei giocatori della prima squadra. Mentre il primo si unisce alla dirigenza dell'Olimpia Regium per dare vita all'OR Reggio Emilia Calcio a 5, il secondo trasloca l'intero settore giovanile a Imola, accordandosi con l'Imolese.
Al termine di un'inchiesta sulla falsificazione dei passaporti tra i calcettisti sudamericani, il 28 febbraio 2018 la sezione disciplinare del Tribunale Federale Nazionale squalificava per un anno nove tesserati della società SSD Kaos Reggio Emilia Calcio a 5. In seguito al ricorso presentato dalla società emiliana, il 19 aprile seguente la corte federale d'appello annullava tuttavia le sanzioni del TFN.

## Cronistoria
| Cronistoria del Kaos Reggio Emilia C5 |
| --- |
| - 1983 · Fondazione del Bologna Futsal. - 1984-89 · Disputa il campionato regionale. - 1989-90 · 4ª nel girone B di Serie A. - 1990-91 · 9ª in Serie A. - 1991-92 · 8ª in Serie A. - 1992-93 · 6ª in Serie A. 1º turno poule scudetto. - 1993-94 · 13ª in Serie A. - 1994-95 · 16ª in Serie A. Retrocessa in Serie B. - 1995-96 · ? nel girone ? di Serie B. - 1996-97 · ? nel girone ? di Serie B. - 1997-98 · 7ª nel girone A di Serie B. Promossa in Serie A2. Vince lo spareggio promozione. - 1998-99 · 9ª nel girone A di Serie A2. Retrocessa in Serie B, viene ripescata. Sconfitta ai play-out. Sedicesimi di finale di Coppa Italia. - 1999-00 · 11ª nel girone A di Serie A2. Retrocessa in Serie B. 1ª fase di Coppa Italia di Serie A2. - 2000-01 · 8ª nel girone B di Serie B. Sedicesimi di finale di Coppa Italia di Serie B. - 2001 · Assume la denominazione San Lazzaro Futsal. - 2001-02 · 1ª nel girone B di Serie B. Promossa in Serie A2. 1ª fase di Coppa Italia di Serie B. - 2002-03 · 8ª nel girone A di Serie A2. Ottavi di finale di Coppa Italia di Serie A2. - 2003-04 · 10ª nel girone A di Serie A2. 1ª fase di Coppa Italia di Serie A2. - 2004-05 · 14ª nel girone A di Serie A2. Retrocessa in Serie B. Ottavi di finale di Coppa Italia di Serie A2. - 2005 · Assume la denominazione Kaos Futsal. - 2005-06 · 8ª nel girone B di Serie B. Sedicesimi di finale di Coppa Italia di Serie B. - 2006-07 · 1ª nel girone B di Serie B. Promossa in Serie A2. Semifinalista di Coppa Italia di Serie B. - 2007-08 · 9ª nel girone A di Serie A2. - 2008-09 · 2ª nel girone A di Serie A2. Ripescata in Serie A. Finalista play-off promozione. Finalista di Coppa Italia di Serie A2. - 2009-10 · 8ª in Serie A. Quarti di finale play-off scudetto. - 2010-11 · 9ª in Serie A. - 2011-12 · 13ª in Serie A. Retrocessa in Serie A2, viene ripescata. - 2012-13 · 7ª in Serie A. Quarti di finale play-off scudetto. - 2013-14 · 3ª in Serie A. Quarti di finale play-off scudetto. Quarti di finale di Coppa Italia. 2ª fase di Winter Cup. - 2014 · Trasferimento della sede a Ferrara. - 2014-15 · 6ª in Serie A. Finalista play-off scudetto. Quarti di finale di Coppa Italia. Semifinalista di Winter Cup. - 2015-16 · 4ª in Serie A. Quarti di finale play-off scudetto. Semifinalista di Coppa Italia. - 2016-17 · 7ª in Serie A. Quarti di finale play-off scudetto. Semifinalista di Coppa Italia. 1ª fase di Winter Cup. - 2017 · Fusione con la Fratelli Bari e trasferimento della sede a Reggio Emilia. Assume la denominazione Kaos Reggio Emilia C5. - 2017-18 · 3ª in Serie A. Quarti di finale play-off scudetto. Quarti di finale di Coppa Italia. Vince la Coppa della Divisione (1º titolo). - 2018 · Scioglimento della società. |

## Allenatori
- 1983-1991 ?
- 1991-1993 ·  Raoul Albani
- 1993-2006 ?
- 2006-2011 ·  Velimir Andrejić
- 2011-2012 ·  Velimir Andrejić,  Fulvio Colini
- 2012-2015 ·  Leopoldo Capurso
- 2015-2016 ·  Leopoldo Capurso,  Velimir Andrejić,  Julio Fernández
- 2016-2017 ·  Julio Fernández,  Velimir Andrejić
- 2017-2018 ·  Juanlu Alonso

## Palmarès

### Competizioni nazionali
- Coppa della Divisione: 1
2017-18

### Competizioni giovanili
- Campionato italiano Under-21: 3
  - 2010-11, 2012-13, 2015-16
- Coppa Italia Under-21: 3
  - 2009-10, 2011-12, 2013-14
- Supercoppa italiana Under-21: 3
  - 2012, 2013, 2016

## Società

### Organigramma
- Marco Calzolari - Patron
- Saverio Bari - Presidente
- Angelo Barbi - Vicepresidente
- Andrea Panciroli - Team manager
- Fabio Poncemi - Capo ufficio stampa
- Barbara Coriani - Consigliere
- Alberto Riccò - Consigliere

### Staff tecnico
- Juanlu Alonso - Allenatore
- Nunzio Checa - Viceallenatore, allenatore Under-19
- Mauro Ceteroni - Preparatore dei portieri
- Alessandro Berdini - Preparatore atletico
- Federico Mazzoni - Fisioterapista
- Salvatore Cozzolino - Dirigente
- Vicenzo Colosimo - Dirigente
- Fabio Barozzi - Dirigente
- Chiara Signorelli - Medico sociale